# Заварицкий, Владимир Александрович
Владимир Александрович Заварицкий (24 июня [7 июля] 1914, Санкт-Петербург — 8 ноября 2005, Санкт-Петербург) — советский учёный-геолог, петрограф, петролог и минералог, автор книг и учебников.

## Биография
Родился 24 июня (7 июля) 1914 года в Санкт-Петербурге, в семье геолога А. Н. Заварицкого (1884—1952) и Ольги Ивановны (1888—1939).
В детстве жил с матерью в городе Нижний Тагил на Урале. В 1930 году окончил там школу II ступени (школу-девятилетку), с педагогическим уклоном.
В 1930—1935 годах учился в Ленинградском горном институте, получил специальность инженер-геолог.
В 1934 году начал работать в Центральном научно-исследовательском геологоразведочном институте (ЦНИГРИ) в Ленинграде.
В 1935—1938 годах учился в аспирантуре Ленинградского горного института, на кафедре Петрографии, которую возглавлял его отец. В 1938 году защитил кандидатскую диссертацию.
С 1937 года работал на кафедре Петрографии Ленинградского горного института, ассистентом, с 1944 года — доцент.
Одновременно, в 1939—1950 годах работал по совместительству научным сотрудником в Институте Геологических наук Академии Наук СССР. Во время войны был откомандирован экспедиции «Уралцветметразведка», работал на колчеданных месторождениях Урала.
В 1945 году получил научное звание «Старший научный сотрудник».
Работал в экспедициях на Урале, Кавказе, в Сибири, Средней Азии, Норильского края. Внёс большой вклад в изучение петрографии железорудных месторождений Урала и Соколовско-Сарбайской группы в Казахстане.
Скончался 8 ноября 2005 года в Санкт-Петербурге.

## Семья
Жена — Кирова Тамара Васильевна (1919—2002), горный инженер.

## Публикации
Основные книги:
- Заварицкий В. А. Спилито-кератофировая формация окрестностей колчеданного месторождения Блява. М.: АН СССР, 1946. 82 с.
- Заварицкий А. Н., Заварицкий В. А., Шадлун Т. Н. и др. Колчеданные месторождения Урала М.: АН СССР, 1950. 328 с.
- Заварицкий В. А. Петрография. (В трёх томах) Л.: ЛГИ, 1969.
- Заварицкий В. А. Воспоминания. Санкт-Петербург: Политехнический университет, 2014. 366 с.